# Kanovnická 2 (České Budějovice)
Kanovnická 2 je měšťanský dům v Kanovnické ulici v Českých Budějovicích, který stojí na rohu Kanovnické ulice a východní strany náměstí Přemysla Otakara II., v městské památkové rezervaci v Českých Budějovicích. Je chráněnou kulturní památkou.

## Historie
V letech 1527 až 1531 zde žil a byl majitelem tohoto domu Václav z Rovného (1440-1531), rožmberský kancléř, český humanista a mecenáš. Původně gotický dům byl v 60. letech 16. století (za majitele Jana Kroboldera) přestavěn v renesančním stylu. Od roku 1586 byl majitelem domu Jindřich Pouzar z Michnic (†1600). V roce 1631 koupil dům (od Dr. Samuela Geigera) Wolfgang Petr de Busi. V letech 1720 až 1736 byl majitelem domu Dr. Jan Daniel Ferdinand O´Karin, městský lékař irského původu.

## Popis
Na severní straně domu, která směřuje do Kanovnické ulice, je nad vchodovými dveřmi arkýř, na kterém je vyznačen letopočet 1568. Na západní straně domu, která směřuje na náměstí Přemysla Otakara II., má dům podloubí s jednou arkádou. Pod domem jsou rozsáhlé klenuté sklepy. Rohová místnost v patře má trámový strop.

## Externí odkazy

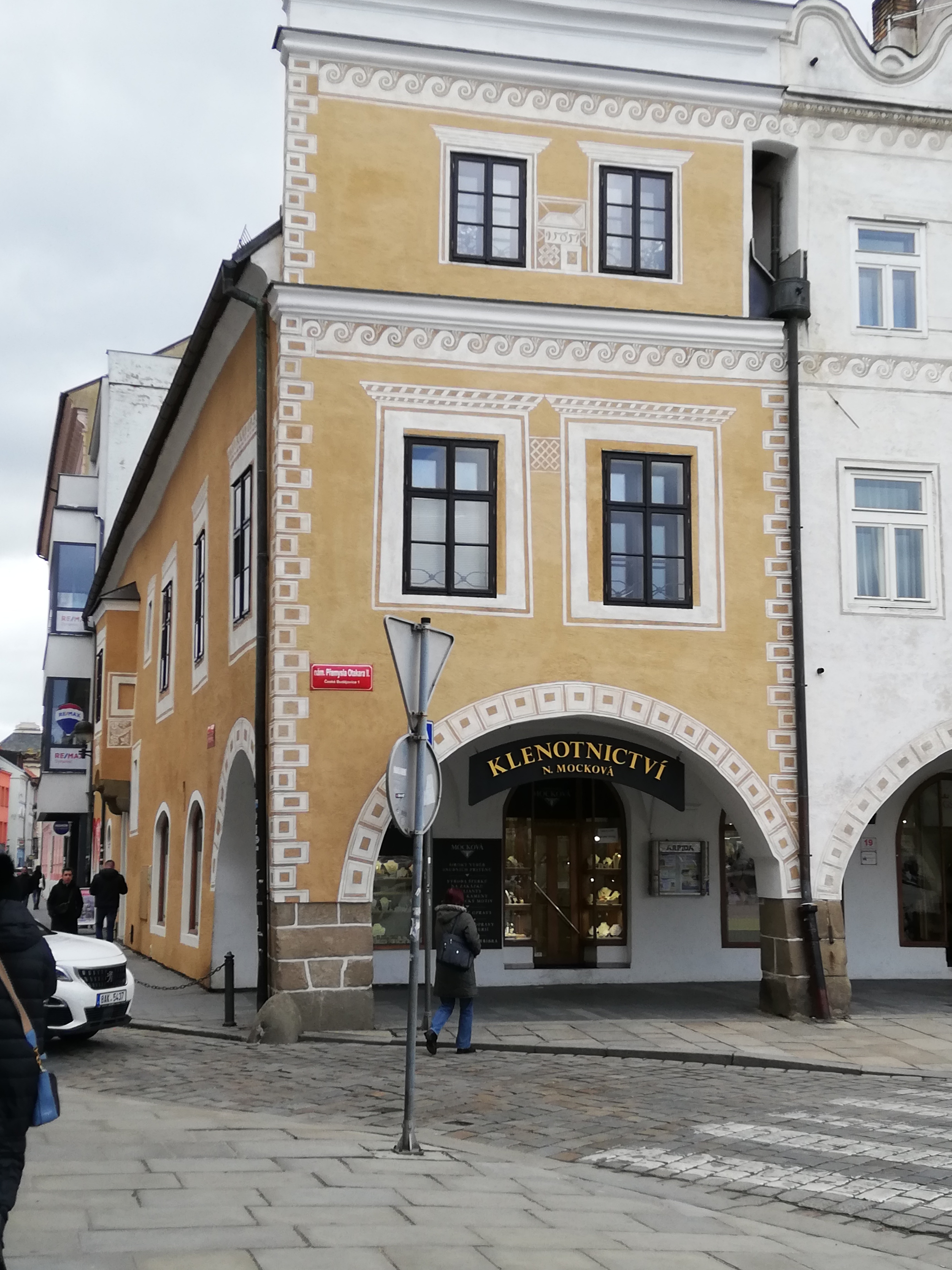
Nároží domu (pohled z náměstí)
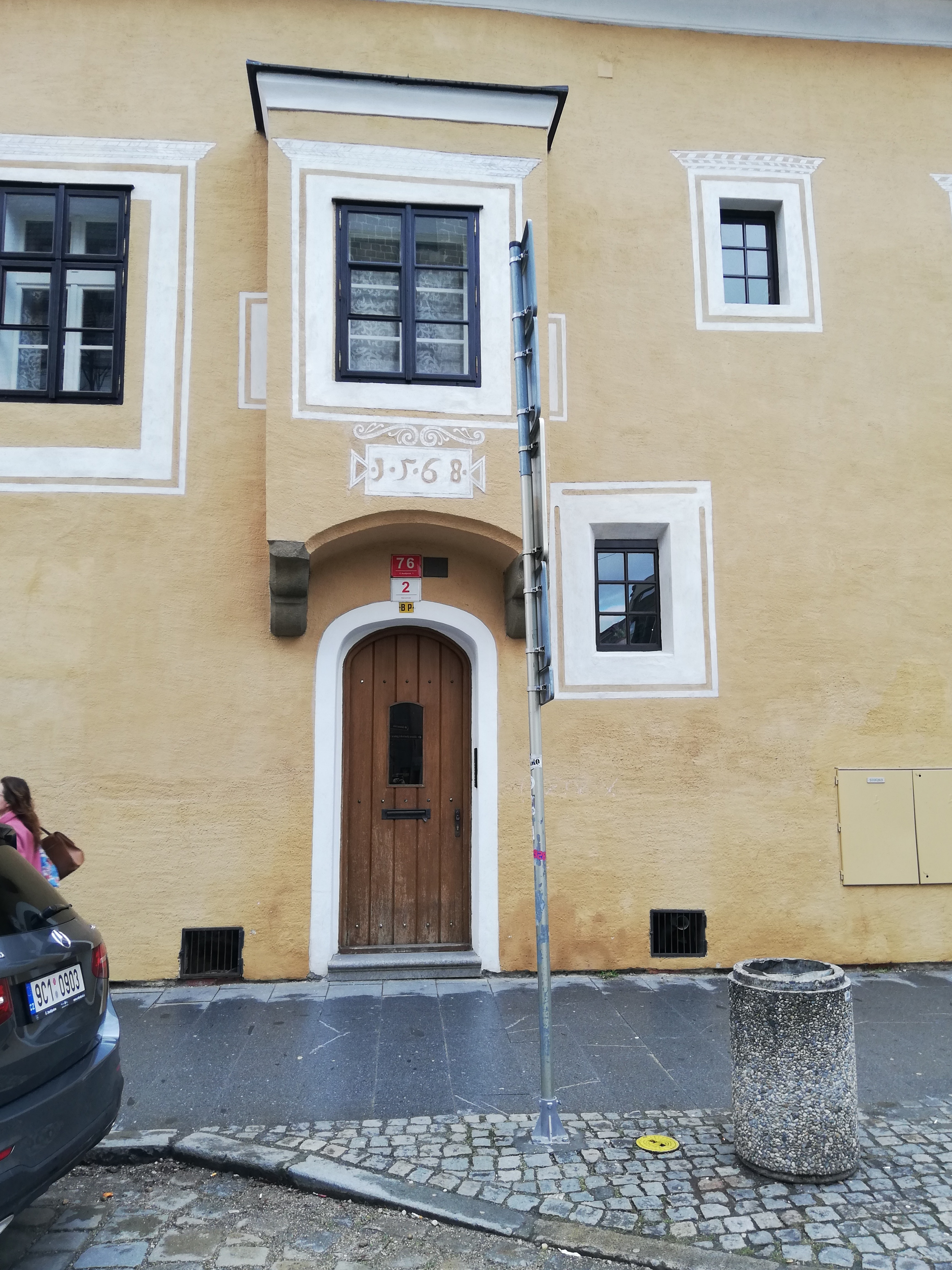
Vchod a arkýř domu
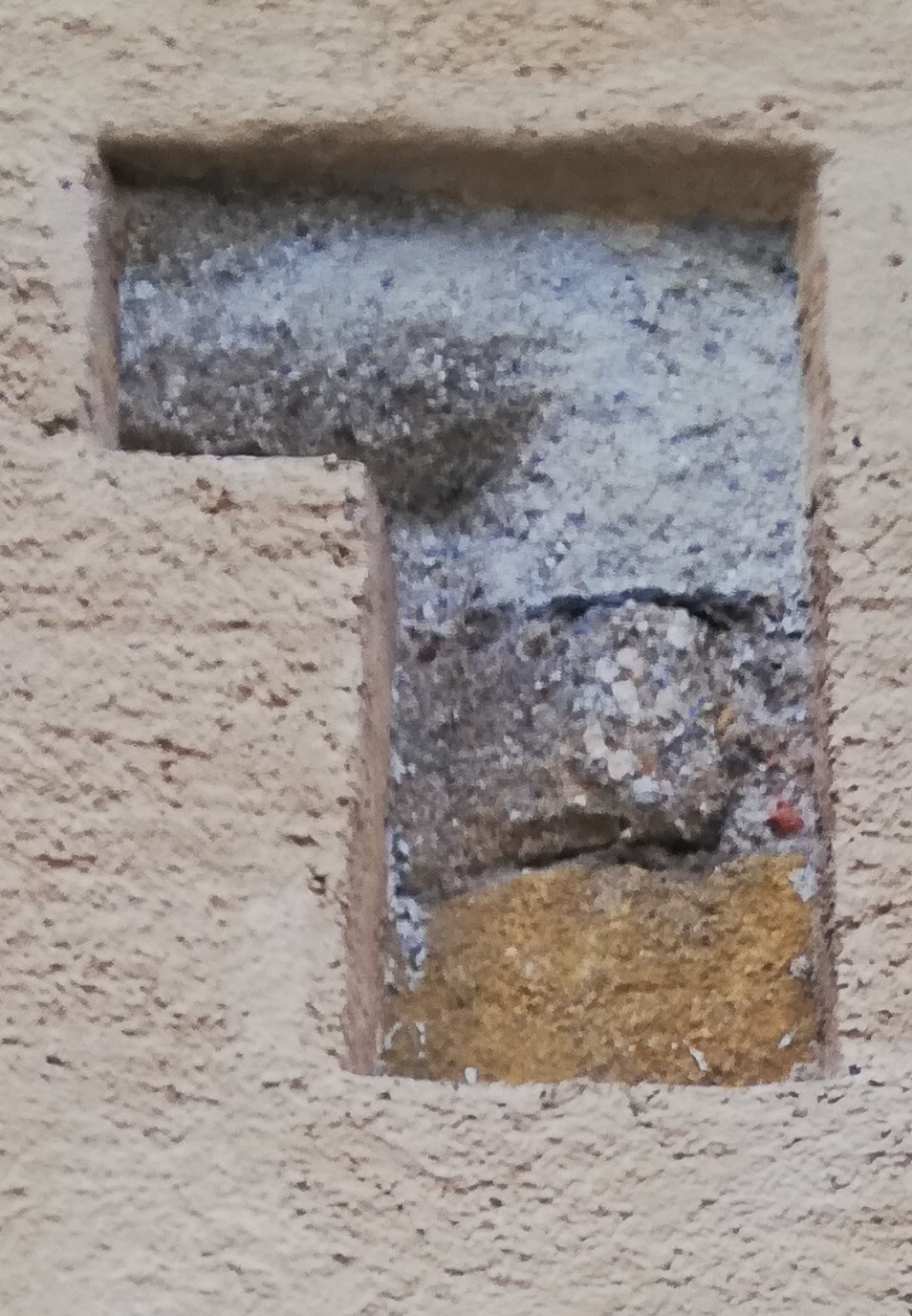
Kamenický detail domu